# Voltor de les palmeres
El  voltor de les palmeres o voltor de palmerar (Gypohierax angolensis) és un ocell rapinyaire de la família dels accipítrids (Accipitridae) i única espècie del gènere Gypohierax. Habita als boscos de palmera d'oli de Guinea i altres formacions forestals, manglars i sabanes de gran part de l'Àfrica subsahariana. El seu estat de conservació es considera de risc mínim.